# Invischiamento
L'invischiamento è un concetto di psicologia e psicoterapia introdotto da Salvador Minuchin per descrivere famiglie in cui gli spazi personali sono offuscati e non ben definiti e in cui l'eccessiva preoccupazione per gli altri porta a una perdita di sviluppo autonomo. Costretto nel soddisfare i bisogni dei genitori, un bambino può perdere la capacità di auto-direzione e il proprio carattere distintivo attraverso l'incesto psichico; e, se le pressioni familiari aumentano, può finire per diventare il paziente identificato o il capro espiatorio della famiglia.
Il termine "invischiamento" è stato usato anche da John Bradshaw per descrivere uno stato di legame intergenerazionale all'interno di una famiglia, dove un bambino (normalmente del sesso opposto) diventa un coniuge surrogato del padre o della madre.
Il termine è talvolta usato per le relazioni codipendenti, dove è presente una simbiosi malsana.
Per il bambino tossicamente invischiato, i sentimenti proiettati dall'adulto possono essere gli unici che conosce, superando ed eclissando i propri.